# جواو باولو (لاعب كرة قدم مواليد 1984)
جواو باولو هو لاعب كرة قدم برازيلي في مركز الدفاع، ولد في 17 نوفمبر 1984 في كوريتيبا في البرازيل. لعب مع أتلتيكو باراناينسي ونادي بارانا ونادي جوينفيل ونادي غوياس ونادي فيغورينسي.

## وصلات خارجية
- جواو باولو (لاعب كرة قدم مواليد 1984) على موقع قاعدة بيانات كرة القدم.إي يو (الإنجليزية)